# Distrikt Huayllabamba (Urubamba)
Der Distrikt Huayllabamba liegt in der Provinz Urubamba der Region Cusco in Südzentral-Peru. Der Distrikt wurde am 2. Januar 1857 gegründet. Er besitzt eine Fläche von 76,8 km². Beim Zensus 2017 wurden 6012 Einwohner gezählt. Im Jahr 1993 lag die Einwohnerzahl bei 4736, im Jahr 2007 bei 4980. Die Distriktverwaltung befindet sich in der 2868 m hoch gelegenen Ortschaft Huayllabamba mit 1478 Einwohnern (Stand 2017). Huayllabamba liegt 7 km ostsüdöstlich der Provinzhauptstadt Urubamba sowie 22 km nordnordwestlich der Regionshauptstadt Cusco.

## Geographische Lage
Der Distrikt Huayllabamba liegt im Osten der Provinz Urubamba. Der Río Urubamba durchquert den Distrikt in westlicher Richtung.
Der Distrikt Huayllabamba grenzt im Süden an den Distrikt Chinchero, im Westen an den Distrikt Maras, im Nordwesten an den Distrikt Yucay sowie im Nordosten an den Distrikt Calca (Provinz Calca).

## Ortschaften
Im Distrikt gibt es neben dem Hauptort folgende größere Ortschaften:
- Huayoccari Alto (238 Einwohner)
- Huayoccari Bajo (888 Einwohner)
- Huycho (641 Einwohner)
- Racchi Ayllu (697 Einwohner)